# Batis minulla
Batis minulla е вид птица от семейство Platysteiridae.

## Разпространение
Видът е разпространен в Ангола, Демократична република Конго, Република Конго и Габон.